# Pelomedusa subrufa
Pelomedusa subrufa là một loài rùa trong họ Pelomedusidae. Loài này được Bonnaterre mô tả khoa học đầu tiên năm 1789.

## Hình ảnh

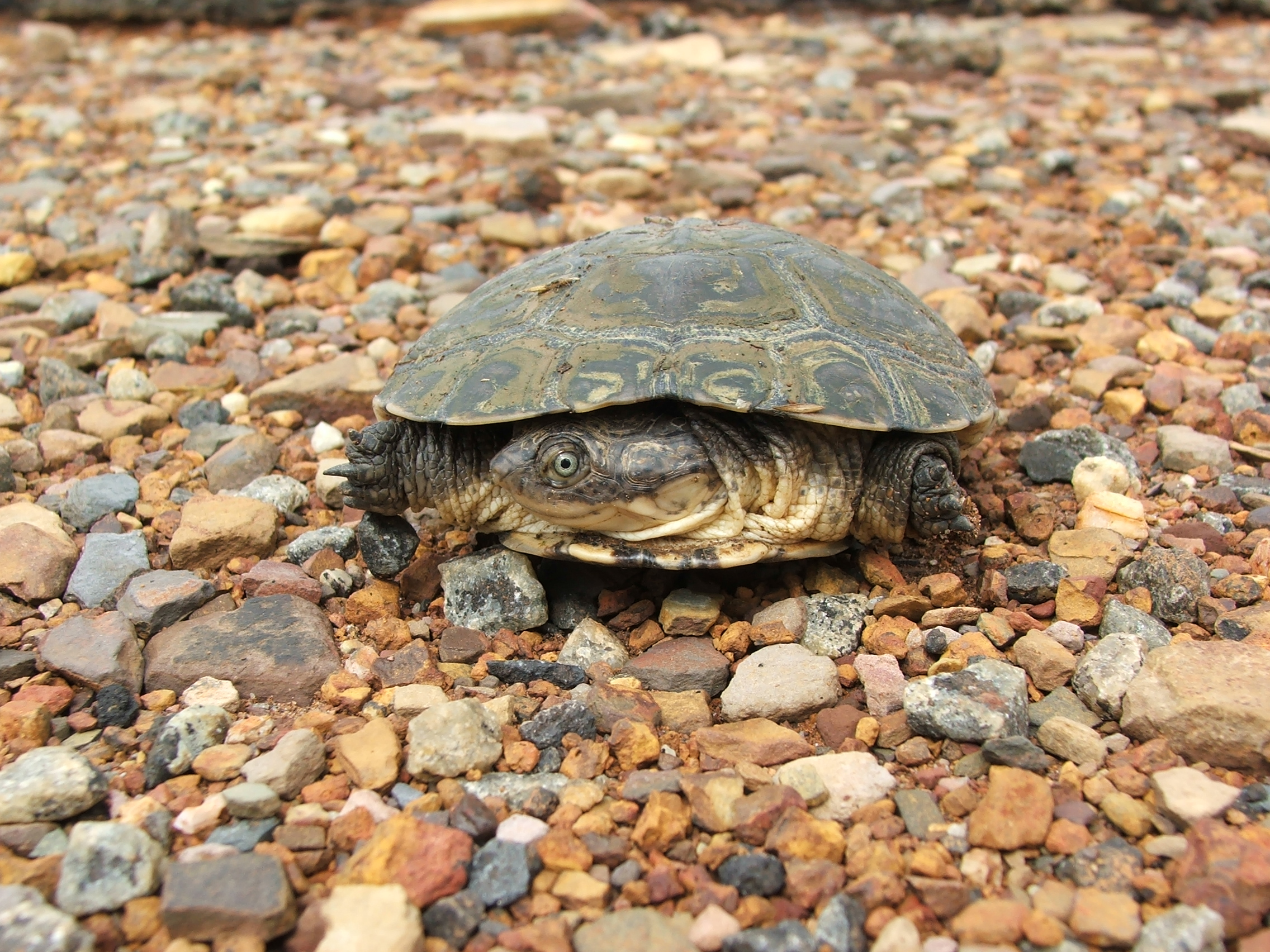
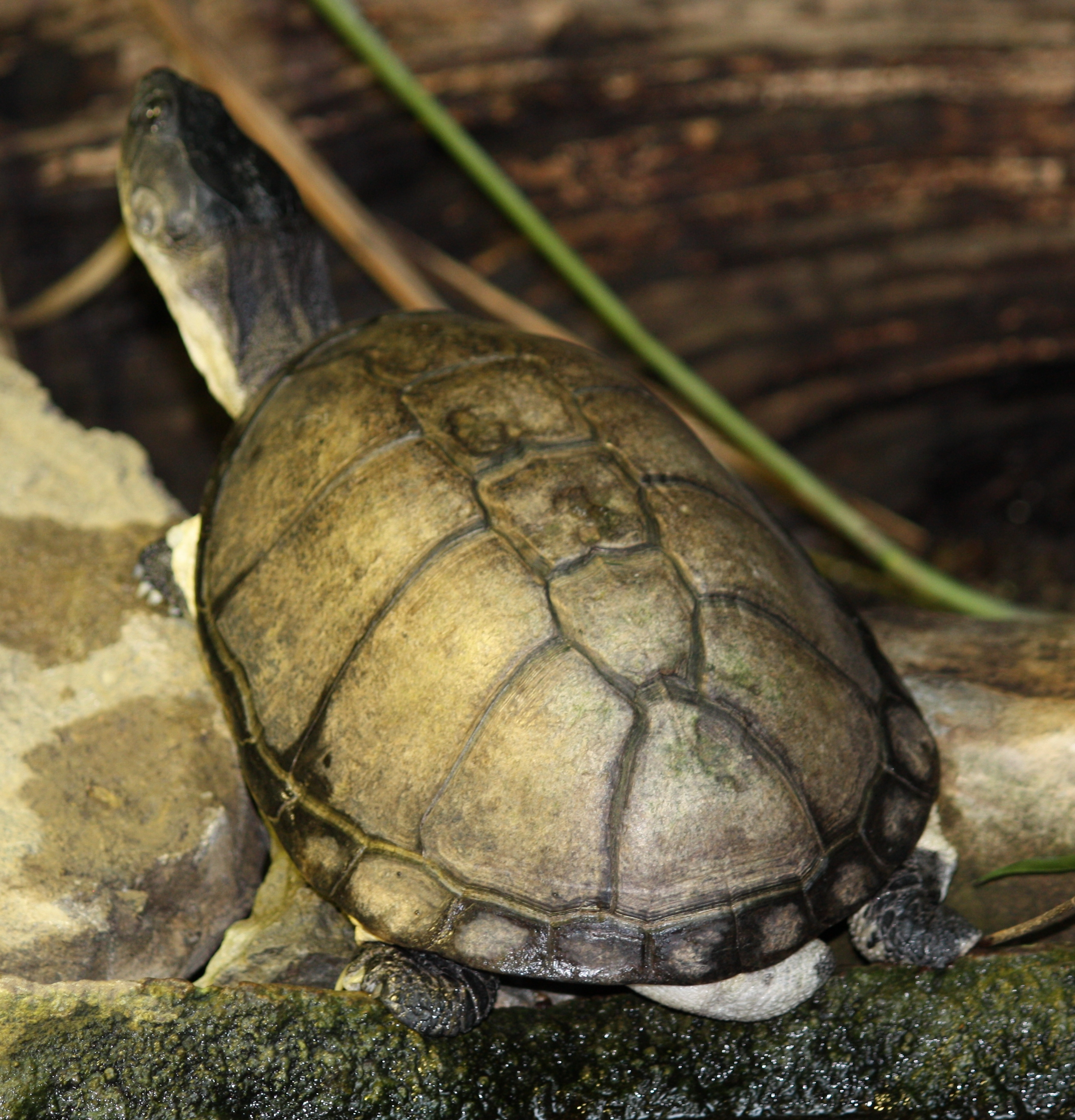
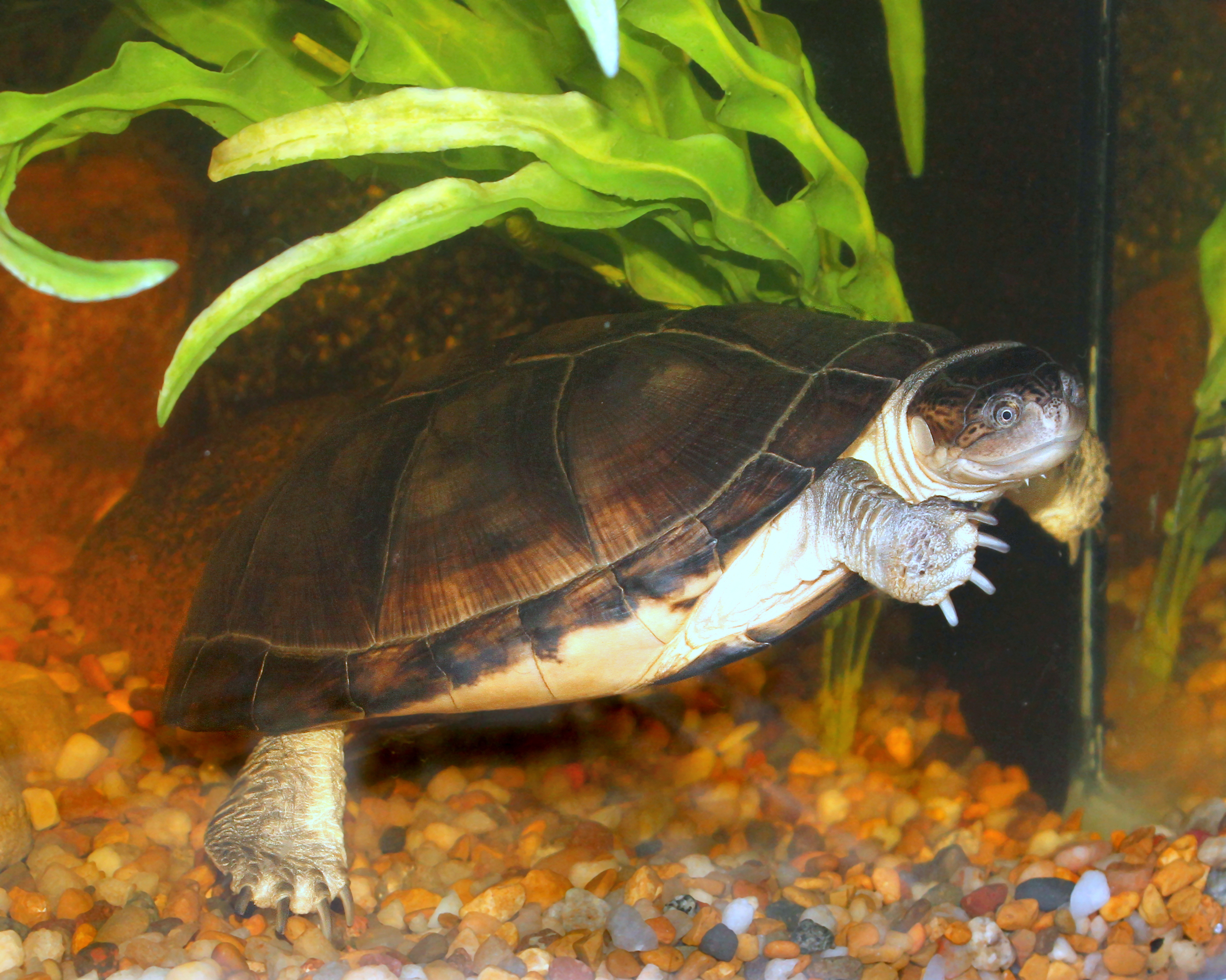
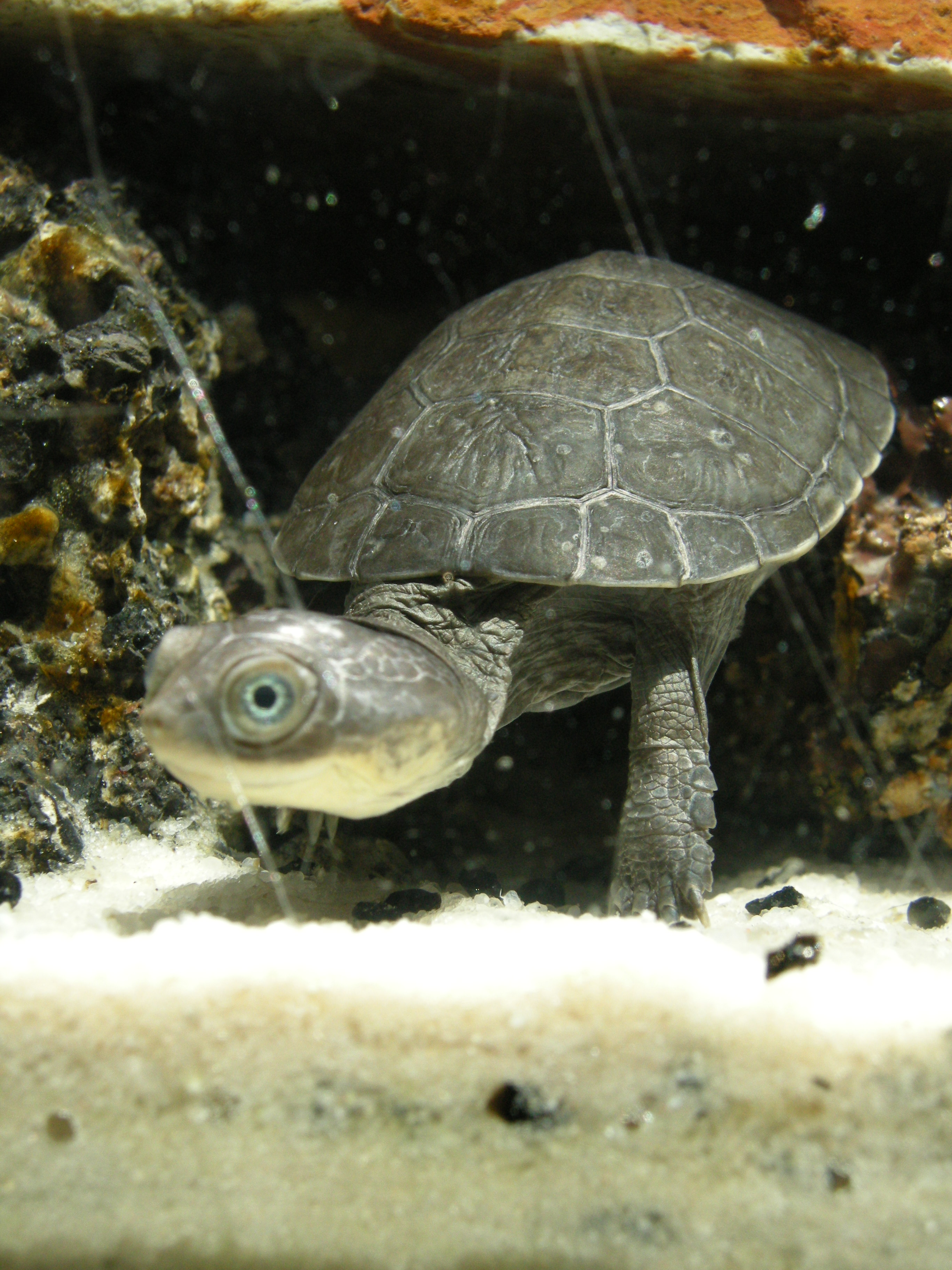